# Język nuxálk
Język nuxálk (ang. Bella Coola) – zagrożony wymarciem język z rodziny salisz, używany przez Indian nuxalk w prowincji Kolumbia Brytyjska w Kanadzie.

## Alfabet
Obecnie język używa zmodyfikowanego alfabetu łacińskiego:
| Litera | a | c  | cw | h | i | k   | k'  | kw  | kw' | l | lh | m | n | p  | p' | q  | q' | qw  | qw' | s | t  | t' | tl  | tl' | ts  | ts' | u | w | x | xw | y | 7 |
| MAF    | a | xʲ | xʷ | h | i | kʲʰ | kʼʲ | kʷʰ | kʼʷ | l | ɬ  | m | n | pʰ | pʼ | qʰ | qʼ | qʷʰ | qʼʷ | s | tʰ | tʼ | t͡ɬʰ | t͡ɬʼ | t͡sʰ | t͡sʼ | u | w | χ | χʷ | j | ʔ |

W alfabecie nie stosuje się liter b, d, e, f, g, j, o, r, v i z. Liter h i 7 się nie stosuje w wyrazach rodzimych.

## Fonetyka

### Spółgłoski
|                    |             | wargowe | dziąsłowe | dziąsłowe      | podniebienne  | miękkopodniebienne | miękkopodniebienne | języczkowe | języczkowe | krtaniowe |
|                    | środkowe    | boczne  |           | palatalizowane | labializowane | czyste             | labializowane      |            |            |           |
| zwarte             | przydechowe | pʰ      | tʰ        |                |               | kʲʰ                | kʷʰ                | qʰ         | qʷʰ        | ʔ         |
| zwarte             | ejektywne   | pʼ      | tʼ        |                |               | kʼʲ                | kʼʷ                | qʼ         | qʼʷ        |           |
| zwarto-szczelinowe | przydechowe |         | ʦʰ        | tɬʰ            |               |                    |                    |            |            |           |
| zwarto-szczelinowe | ejektywne   |         | ʦʼ        | tɬʼ            |               |                    |                    |            |            |           |
| szczelinowe        |             |         | s         | ɬ              |               | xʲ                 | xʷ                 | χ          | χʷ         | (h)       |
| półotwarte         |             | m       | n         | l              | j             |                    | w                  |            |            |           |

### Samogłoski
|             | przednie | centralne | tylne |
| Przymknięte | i        |           | u     |
| Otwarte     |          | a         |       |

## Struktura
Szczególną cechą języków salisz, a szczególnie nuxálk, są słowa, które trudno podzielić na sylaby, ponieważ nie zawierają one ani samogłosek, ani zgłoskotwórczych sonantów:
- ps [ps] – kształt
- p'xwlht [pʼχʷɬt] – dereń kanadyjski
- skwp [skʷp] – ślina
- sts'q [sʦʼq] – tłuszcz zwierzęcy
- tts [tʰʦʰ] – mały chłopiec